# 知らざあ言って聞かせやSHOW
『知らざあ言って聞かせやSHOW』（しらざあいってきかせやショウ）は、TOKONA-Xの3枚目のシングル。2004年1月14日に発売された。TOKONA-Xの逝去後は廃盤となっていたが、2013年10月23日にアルバム『トウカイXテイオー』と共に再発売された。オリコン84位。

## 収録曲
1. 知らざあ言って聞かせやSHOW[3:05]
  - 作詞・作曲：TOKONA-X・Disuke Miyachi
  - 現在はMCバトルやダンスバトルのビートとして使われることがある[1]。
2. 知らざあ言って聞かせやSHOW -Instrumental-[3:04]